# 大依羅神社

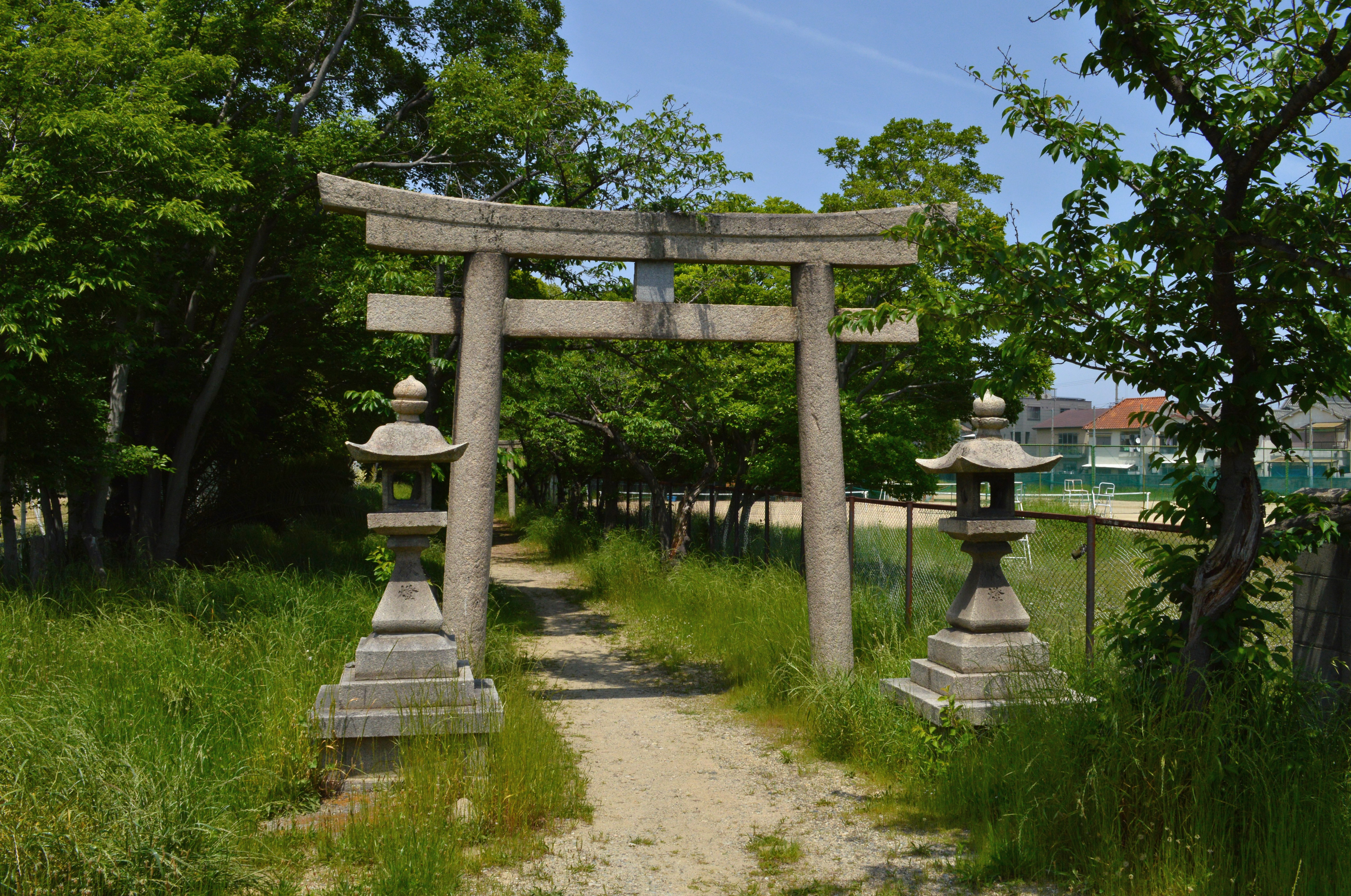
鳥居

大依羅神社（おおよさみじんじゃ）は、大阪市住吉区にある神社。式内社（名神大社）で、旧社格は府社。現在は神社本庁に属さない単立神社。

## 祭神
祭神は次の通り（括弧内の地名は合祀前の旧地）。
- 主祭神
  - 建豊波豆羅和気王（たけとよはずらわけのきみ） - 第9代開化天皇皇子。
  - 底筒之男命（そこつつのおのみこと） - 住吉三神の1柱。
  - 中筒之男命（なかつつのおのみこと） - 住吉三神の1柱。
  - 上筒之男命（うわつつのおのみこと） - 住吉三神の1柱[4]。

- 配祀神
  - 大巳貴命、月読命、垂仁天皇、五十猛命、（櫛明玉命[5]）

- 合祀神
  - 草津大歳大神（式内社、苅田）、奴能太比売大神（式内社、杉本）、建速須佐男大神（我孫子）、奇稲田媛大神（杉本）、八柱御子大神（杉本）、大山咋大神（庭井）、素戔嗚命（杉本）、素戔嗚命（山之内）

延長5年（927年）成立の『延喜式』神名帳での祭神の記載は4座。『延喜式』四時祭下の相嘗祭条や、臨時祭の相嘗祭条・八十島神祭条・祈雨神祭条・名神祭条においても、いずれも4座とする。草津大歳大神以下は1907年（明治40年）に合祀されたもの。

### 祭神について

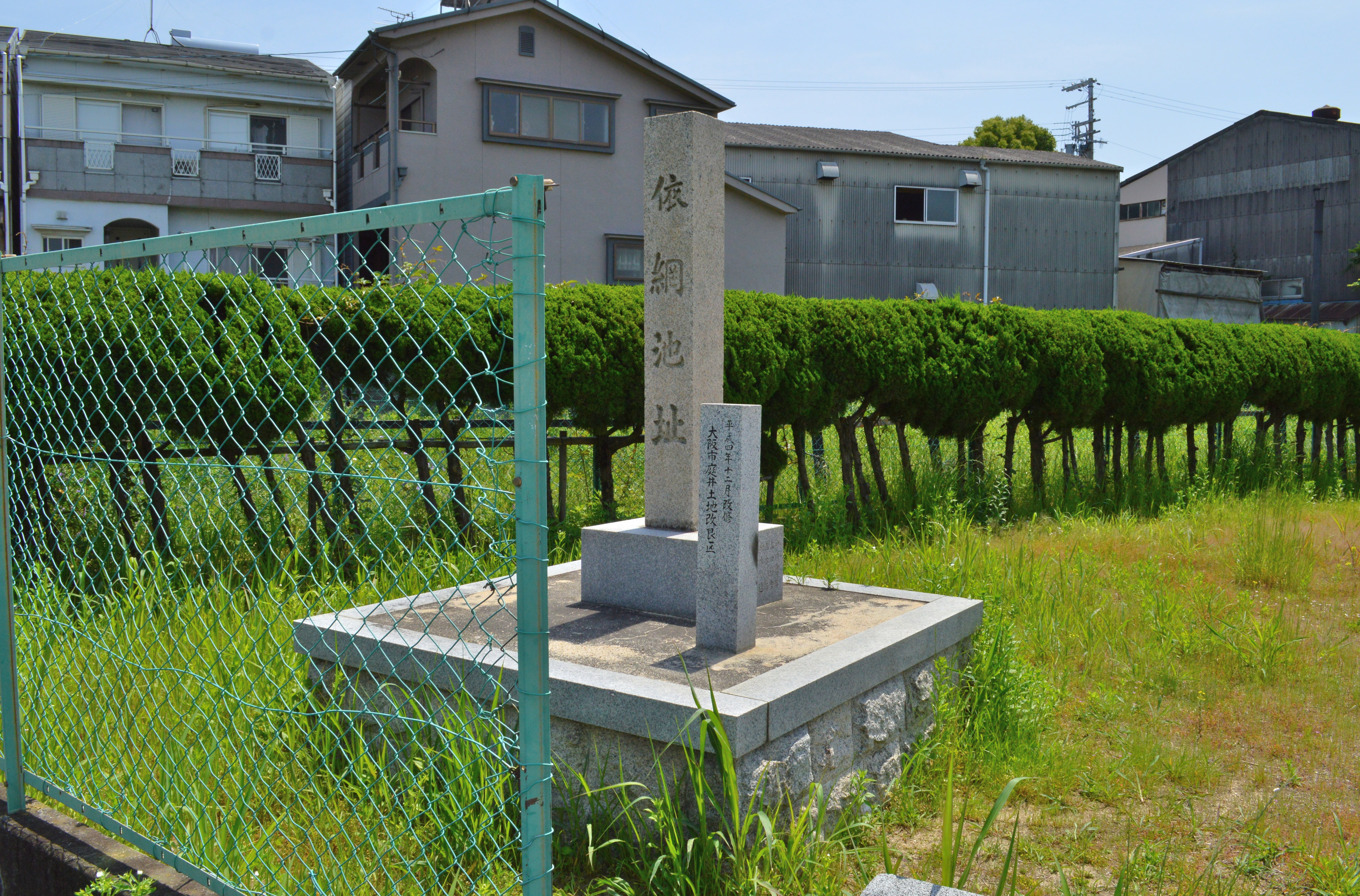
依網池跡碑

大依羅神社の社名・神名の「依羅」は地名を指す。『和名抄』では摂津国住吉郡に大羅郷（おおよさみごう：大依羅神社付近）・河内国丹比郡に依羅郷（現・松原市北西部）が見え、その一帯を範囲とする地名であったとされる。そして「大依羅神」とは、元来はこの依網（依羅）の地域神として祀られたものと推測される。この依網地域に関して、古く『日本書紀』崇神天皇紀・推古天皇紀には「依網池」を造ると見える。この依網池は、王権により農地開拓のため築造された大規模な溜池であったが、宝永元年（1704年）に大和川の付け替え工事により大半が消滅した。しかし、一部は当社の横に残されており味右衛門池と呼ばれるようになった。その後、庭井の池と呼ばれていたが、1969年（昭和44年）に西に隣接する阪南高等学校のグラウンドにされるため埋め立てられて消滅した。
また、『日本書紀』仁徳天皇紀・皇極天皇紀には「依網屯倉」の記載が、『和名抄』には河内国丹比郡に三宅郷（現在の松原市北部）の記載があり、一帯は依網池の築造に伴って屯倉（古代の王権直轄地）も設置されるような重要地であった。その地に鎮座する大依羅神もまた朝廷から重要視され、後述のように文献には朝廷から幾度も奉幣を受けたことが記されている。
また依網地域では、古代氏族として依羅氏（よさみうじ、依網氏/依網我孫<よさみのあびこ>）が居住したことが知られる。依網屯倉の経営にはこの依羅氏一族が関与したと見られ、同氏は大依羅神社の奉斎氏族であったとも推測される。現在の大依羅神の人格神とされる建豊波豆羅和気王は、『古事記』に「依網之阿毘古等之祖」と見え、依羅氏の始祖に位置づけられる人物である。ただし『新撰姓氏録』では、依羅宿禰（摂津国皇別）について建豊波豆羅和気王ではなく彦坐命（開化天皇皇子）の後裔としており、文献により異同が見られる。同録では、そのほかにも神別の依羅連（左京神別・右京神別）・物部依羅連（河内国神別）や、百済国人の素禰志夜麻美乃君後裔の依羅連（河内国諸蕃）らの記載が見え、「依羅」を称する氏族には複数系統があったとされる。しかし、当社では依羅吾彦一族がその祖先である開化天皇の第4皇子・建豊波豆羅和気王を祀ったのが起源だとしている。
建豊波豆羅和気王以外の住吉三神（底筒男命・中筒男命・上筒男命）に関しては、『日本書紀』神功皇后摂政前紀において、神功皇后による新羅征討の時、住吉三神に戦勝と航海の無事を祈った。その折に依網男垂見が筒男三神を祭る神主に任じられたとする伝承が見え、これに関連づけられている。なお近世の『摂津名所図会』等によれば、かつて祭神は大己貴命・月読命・垂仁天皇・五十師宮（五十猛命）の4神とされていた。現在に見る主祭神4神が定められたのちも、以前の4神は引き続き本殿に配祀されている。

## 歴史

### 創建
創建は不詳。前述のように依網の地域神として祀られたことに始まり、古くは依羅氏によって奉斎されたと推測される。
また、前述のように依網地域では依網屯倉の存在が認められており、王権によるこの屯倉の経営の際に大依羅神社が守護神として機能したとする説もある。

### 概史

#### 古代
『新抄格勅符抄』大同元年（806年）牒によれば、天平神護元年（765年）には「大依羅神」に対して神戸として摂津国から8戸、備前国から10戸の計18戸が充てられていた。
国史では、承和14年（847年）には「大依羅社」の社殿修造および官社指定、天安3年（859年）1月には「大依羅神」の神階の従四位下勲八等への昇叙、同年（貞観元年）9月には風雨祈願、元慶元年（877年）には甘雨祈願、元慶3年（879年）には神財奉献の記事が記載されている。その後、神階は延喜9年（909年）に正二位まで昇叙された。
延長5年（927年）成立の『延喜式』神名帳では摂津国住吉郡に「大依羅神社四座 並名神大 月次相嘗新嘗」として、4座が名神大社に列するとともに、朝廷の月次祭・相嘗祭・新嘗祭では幣帛に預かる旨が記載されている。また『延喜式』四時祭下の相嘗祭条や、臨時祭の八十島神祭条・祈雨神祭条・名神祭条においても、幣帛を受ける神々のうちに大依羅神の記載が見える。平安時代中期の『和名抄』に見える地名のうちでは、当地は住吉郡大羅郷（おおよさみごう）に比定される。
その後も、正暦5年（994年）には中臣氏人を宣命使とする奉幣のことがあり、寛仁元年（1017年）の宇佐使の発遣の際には大依羅神社などに神宝奉献のことがあった。
保安元年（1120年）の「摂津国正税帳案」・「摂津国租帳」では、大依羅神社の神戸について「大依羅神戸捌烟 租稲参百弐拾束」と記されている。永万元年（1165年）の「神祇官諸社年貢注文」にも記載が見える。

#### 中世・近世
中世には依網氏の衰退とともに社勢が衰え、社務は神宮寺の大聖観音寺（不動院、あびこ観音）別当が担うようになったという。
近世の『和漢三才図会』では、「依納大明神」は「吾孫子村」に在り、別当は大聖観音寺で、祭神は未詳と記されている。『住吉松葉大記』の記述によれば、当時には社勢の衰微が甚だしい様子がうかがえ、住吉社の援助でようやく存続していたものと推測される。また、万治2年（1659年）には本殿・幣殿・拝殿が火災で焼失したため、再建されている。

#### 近代以降
明治時代になると神仏分離によって大聖観音寺と分離された。近代社格制度では当初無格社に列したが、1876年（明治9年）2月には郷社に昇格し、1907年（明治40年）1月には神饌幣帛料供進神社に指定された。また同年11月1日には、近隣にあった草津大歳神社（式内社）、我孫子神社、奴能太比売神社（式内社）、山内神社、道祖神社の5社を合祀している。
1931年（昭和6年）10月1日に社格は府社に昇格した。
1969年（昭和44年）9月29日に火災により万治2年造営の社殿が焼失したため、1971年（昭和46年）10月3日に社殿が鉄筋コンクリート構造で再建された。

### 神階
- 六国史時代における神階奉叙の記録
  - 承和14年（847年）7月4日、官社に列す （『続日本後紀』）[原 6] - 表記は「大依羅社」。
  - 天安3年（859年）1月27日、従五位下勲八等から従四位下勲八等 （『日本三代実録』）[原 7] - 表記は「大依羅神」。
- 六国史以後
  - 延喜9年（909年）9月13日、正二位 （『日本紀略』）[原 11] - 表記は「大依羅神」。

## 境内
- 本殿 - 現在の社殿は、1969年（昭和44年）9月29日の火災による焼失に伴う1971年（昭和46年）10月3日の鉄筋コンクリート構造による再建のもの[6]。焼失以前は、万治2年（1659年）の造営によるもので本殿・幣殿・拝殿から構成され、そのうち本殿は流造で唐破風を付し、屋根は檜皮葺であった[6]。その旧社殿は境内北寄りでの南面であったが、再建の際に境内西寄りでの東面に改められている[6]。
- 幣殿
- 拝殿
- 社務所
- 斎館
- 南門
- 竜神井（龍神井） - 境内南西隅には「竜神井（龍神井）」と称する井戸があり、かつては境内北側にも「庭井」と称する井戸があった[6]。竜神井には、依網池に住む竜蛇が農夫に対して池に沈む鉄を除いてくれるよう頼み、その礼として井戸の水を供えて祈れば降雨を約束したという伝承があり、実際にかつて旱魃の際には祈雨祈願が行われていたという[6][10]。一方、庭井は『摂津名所図会』にも見え、大依羅神社の鎮座地一帯の地名もこれに由来するが、こちらは現在は埋没して碑が残るのみとなっている[6][10]。
- 神楽殿 - 祭神：息長帯姫命（神功皇后）
- 新神楽殿 - 祭神：天鈿売命
- 北門

### 摂末社
- 神明社 - 祭神：天照大御神、豊宇気比売大神
- 天神社 - 祭神：菅原道真
- 白龍大神
- イト大神
- 稲荷社 - 祭神：倉稲魂大神
- 道祖神社 - 祭神：八衢比古大神、八衢比賣大神、久那斗大神
- 龍神社 - 祭神：龍大神

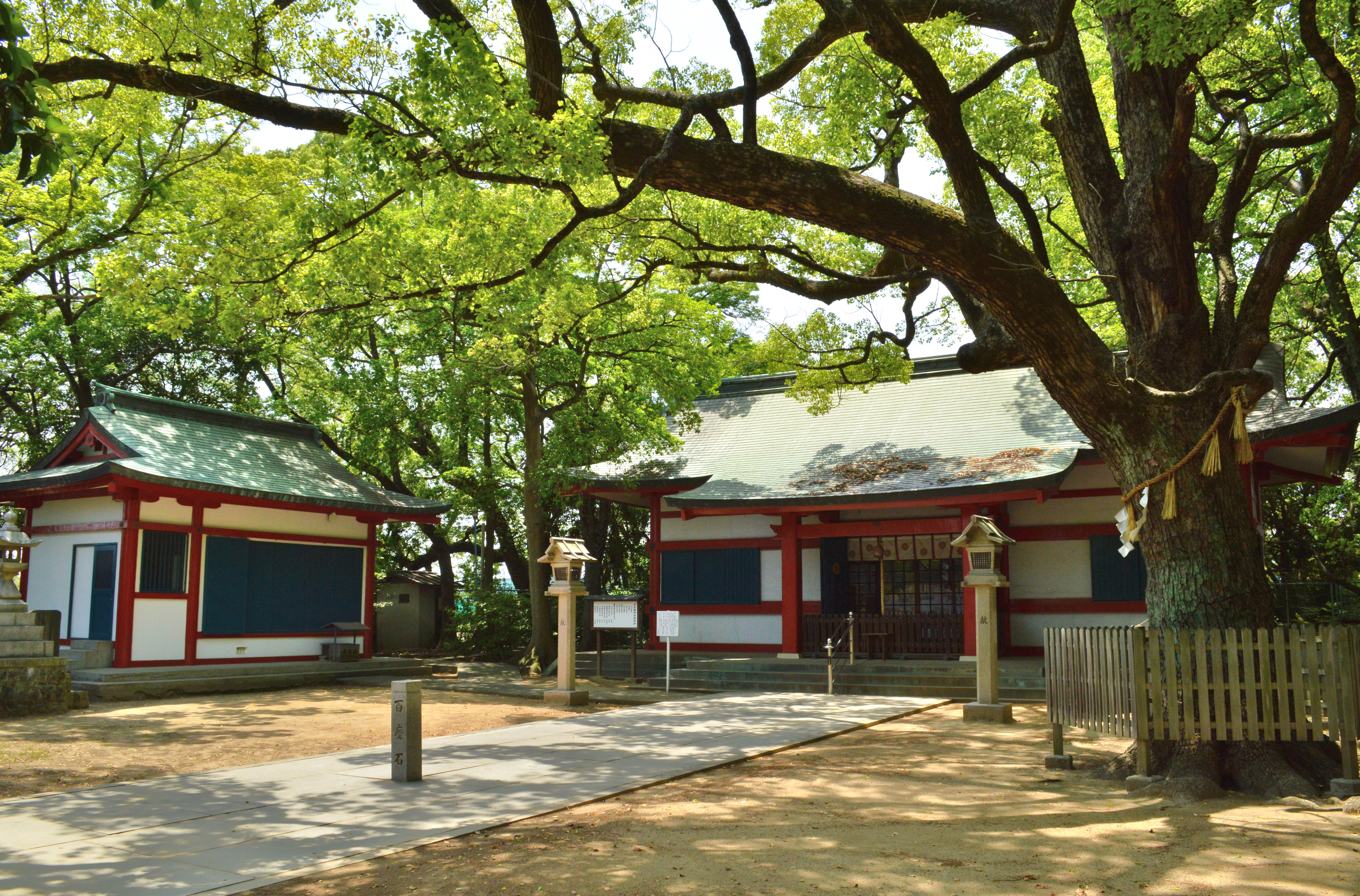
境内
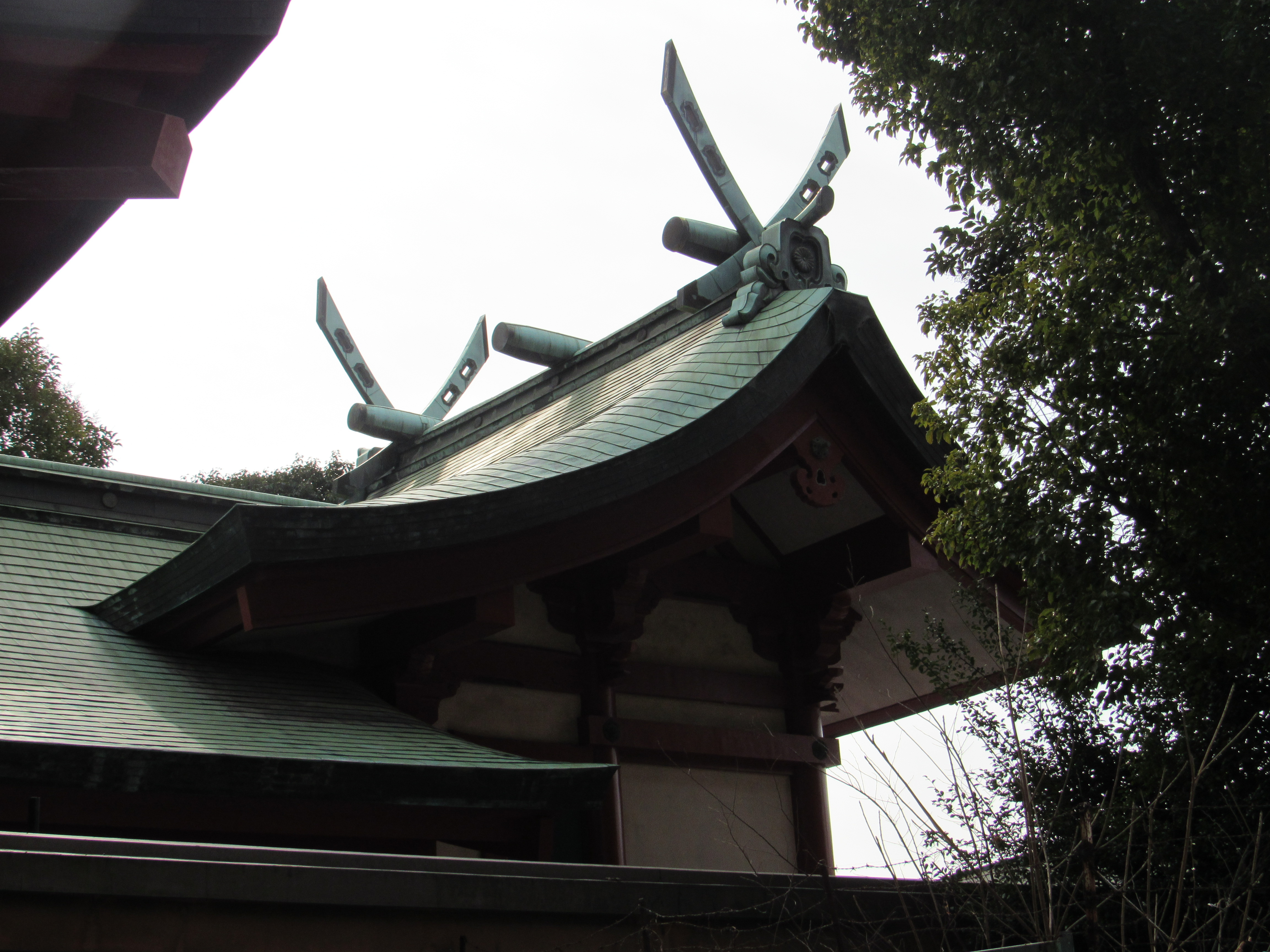
本殿
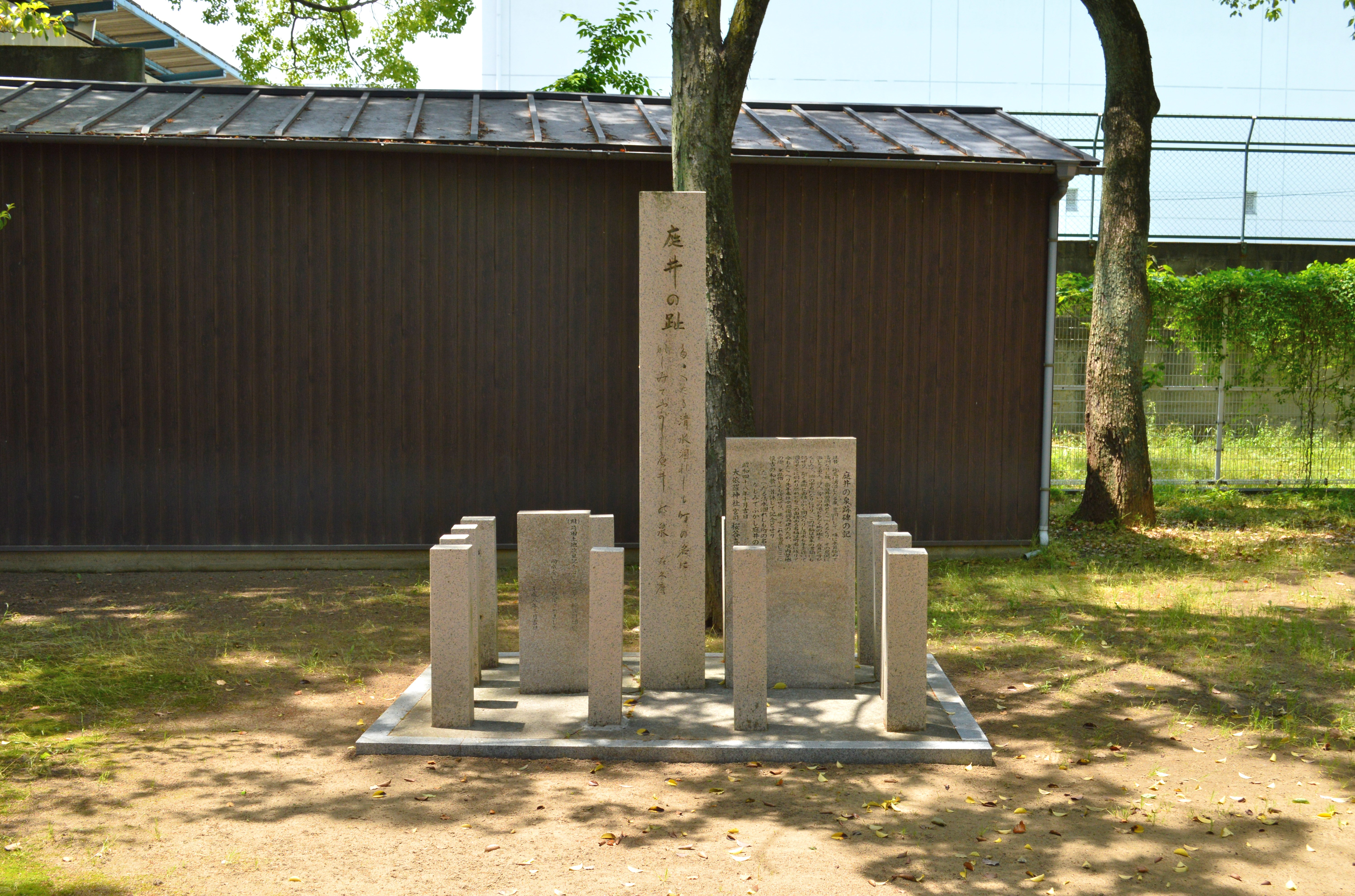
庭井跡碑
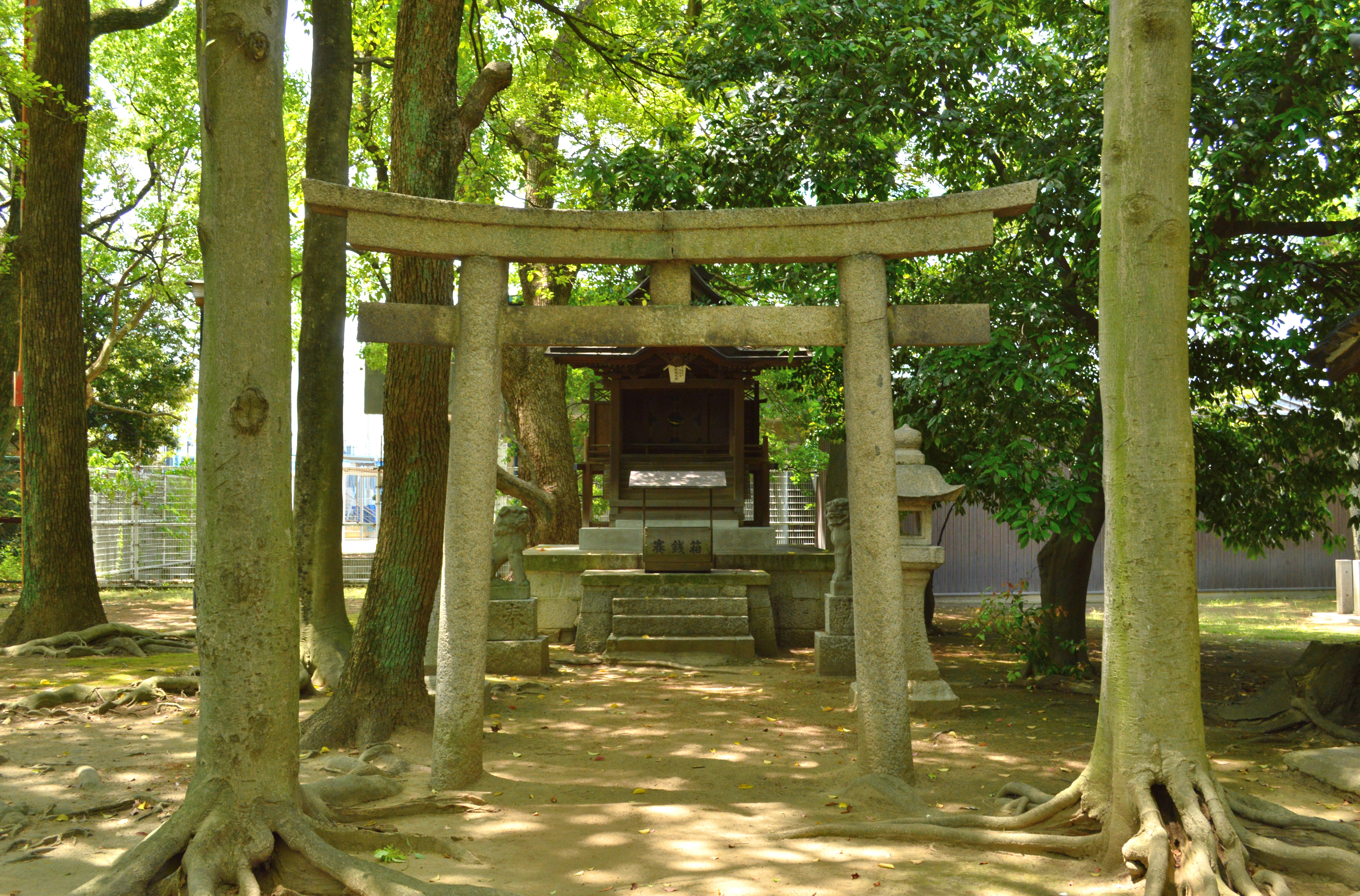
稲荷社
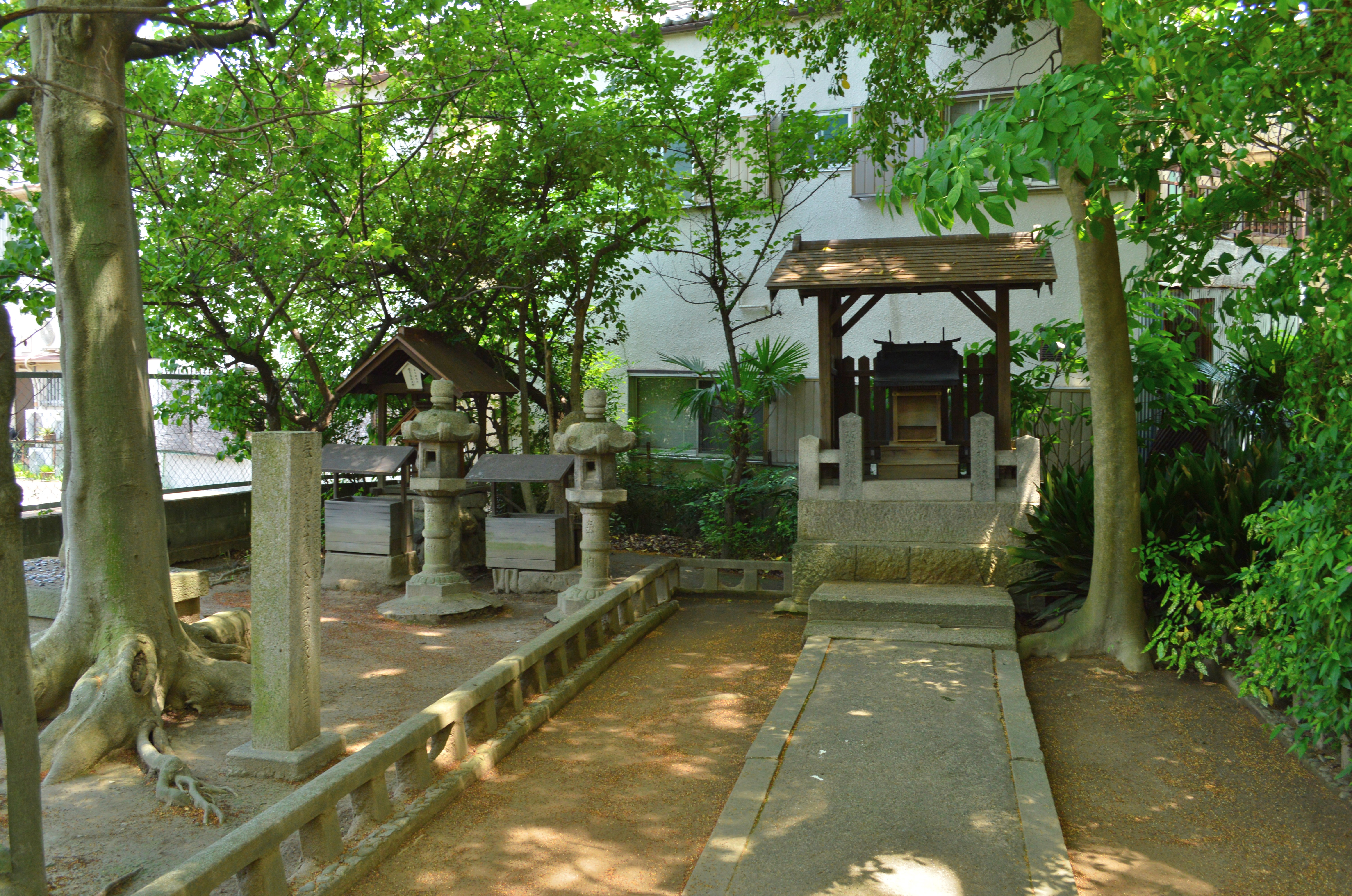
神明社
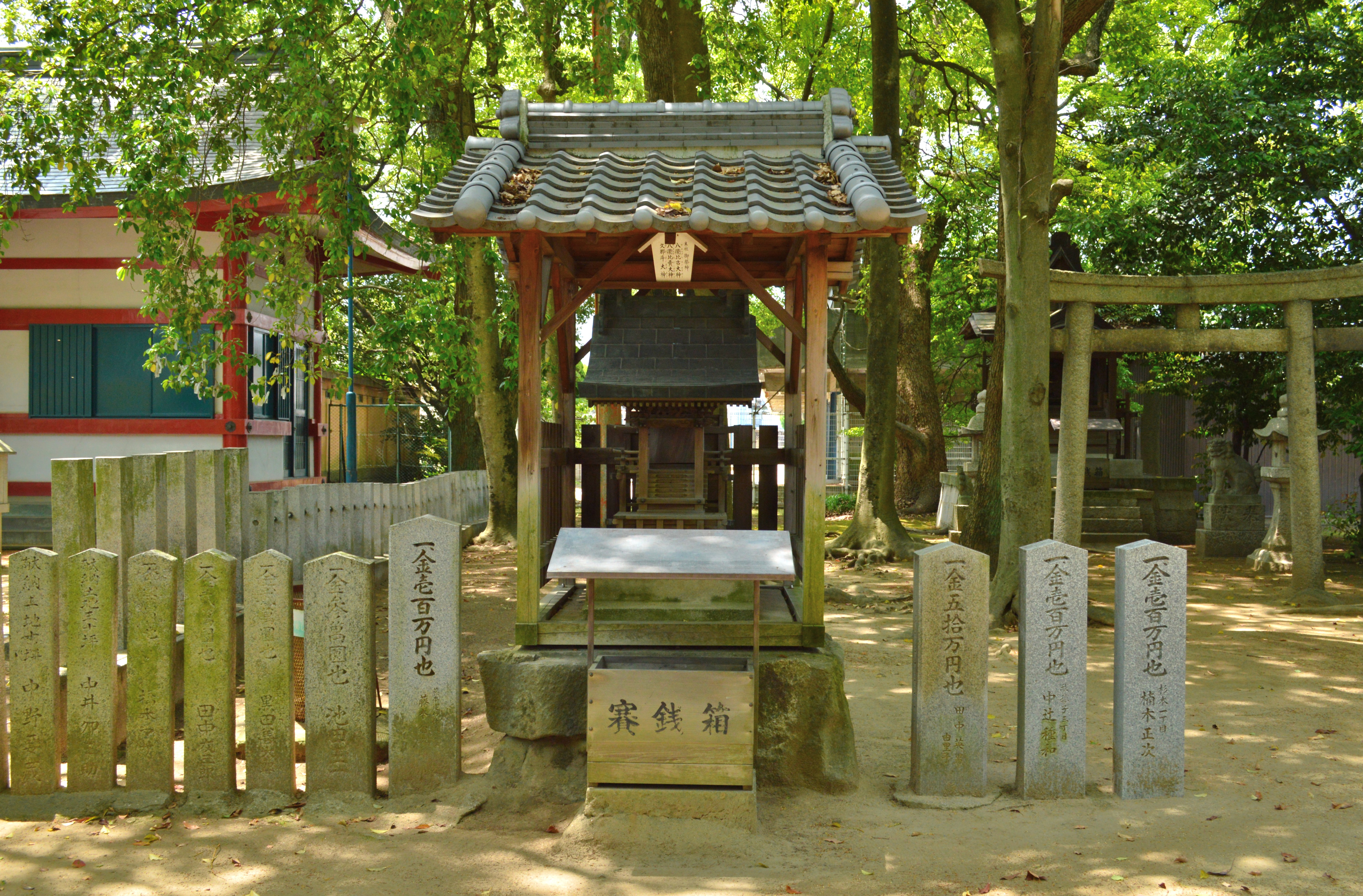
道祖神社

## 祭事
- 春大祭（例祭） （4月16日）
- 夏大祭
  - 宵祭 （本祭の前日）
  - 本祭 （7月第2日曜日）
- 秋大祭
  - 宵祭 （本祭の前日）
  - 本祭 （10月第2日曜日）

## 登場作品
- 『拾遺愚草』より、藤原定家作の1首

| 「                      | 依網の祠官の求子に歌ふべき歌をこふによりてよみてつかはしける 君が代は 依羅の杜の とことはに 松と杉とや 千とせ栄えむ | 」 |
| —藤原定家、『拾遺愚草』 | |    |

## 合祀神社について
大依羅神社には、1907年（明治40年）11月1日に近隣の草津大歳神社（旧村社）、我孫子神社（旧村社）、奴能太比売神社（旧無格社）、山内神社（旧村社）、道祖神社（旧無格社）の5社が合祀されている。このうち次の草津大歳神社・奴能太比売神社の2社は式内社になる。
草津大歳神社
「くさつおおとしじんじゃ」。元は庭井村大字苅田字苅田に鎮座した。
『延喜式』神名帳の摂津国住吉郡の「草津大歳神社 鍬靫」、および『住吉大社神代記』における住吉神御子神の赤留比売命神の分注に「中臣須牟地神 草津神」と記載されるうちの「草津神」に比定される（両神は赤留比売命神社の祭祀に関与した神々か）。神名帳の「鍬靫」の記載は、祈年祭の際に朝廷から鍬・靫の奉献があったことを意味する。明治期には旧村社に列していたが、のち大依羅神社に合祀された。
ただし神名帳の「草津大歳神社」については、他の比定論社として住吉大社境外末社の大歳社とする説もある（『式内社調査報告』では苅田の旧草津大歳神社の方を有力視）。
奴能太比売神社
「ぬのたひめじんじゃ」。元は杉本村字奴能太に鎮座したというが、その位置は現在では詳らかでない。
『延喜式』神名帳の摂津国住吉郡の「努能太比売命神社」、および『住吉大社神代記』における住吉神御子神の「奴能太比売神」に比定される。神名は「野の田」の神を意味するとする説がある。明治期には小祠として残存し、明治5年（1872年）に旧無格社に列していたが、のち大依羅神社に合祀された。

## 現地情報
所在地
- 大阪府大阪市住吉区庭井2丁目18-16

交通アクセス
- 鉄道：Osaka Metro御堂筋線 我孫子駅（あびこ駅）（徒歩約15分）

周辺
- 依網池跡